# Església de fusta de Røldal
L'església de fusta de Røldal és una stavkirke del segle xiii en la localitat del mateix nom, província de Hordaland, en Noruega. Ha mantingut el seu ús litúrgic fins a l'actualitat. És una església luterana, i també un centre de peregrinació pels catòlics.

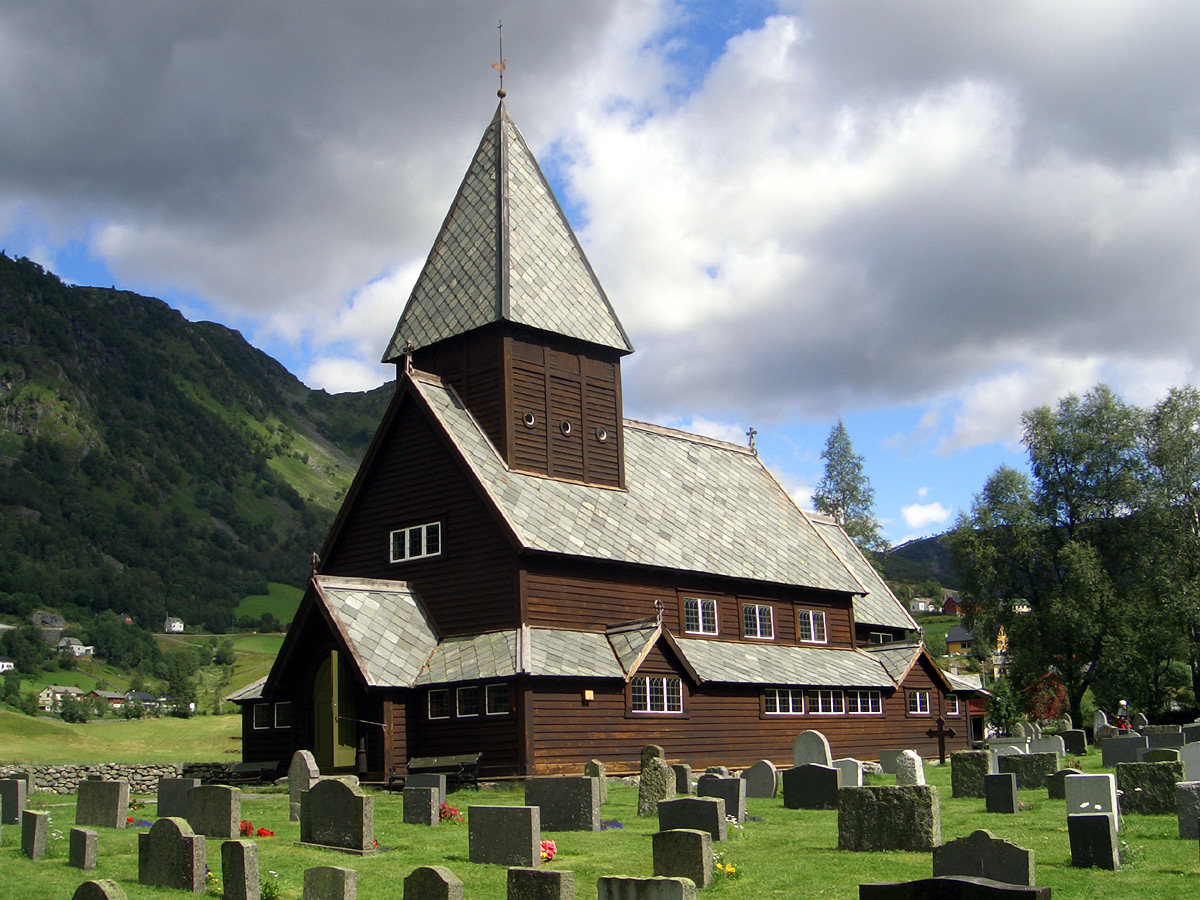
L'església de fusta de Røldal.

## Història de l'edifici

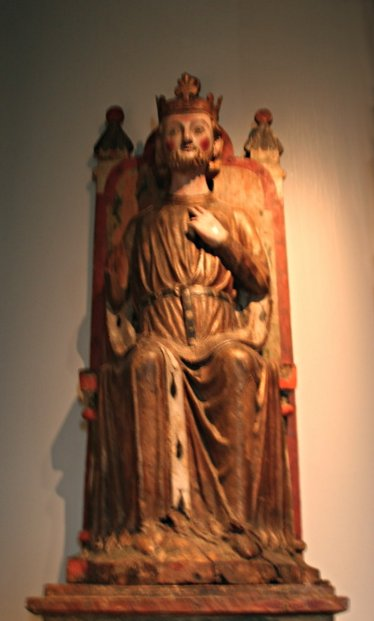
Sant Olaf, ca. 1250.

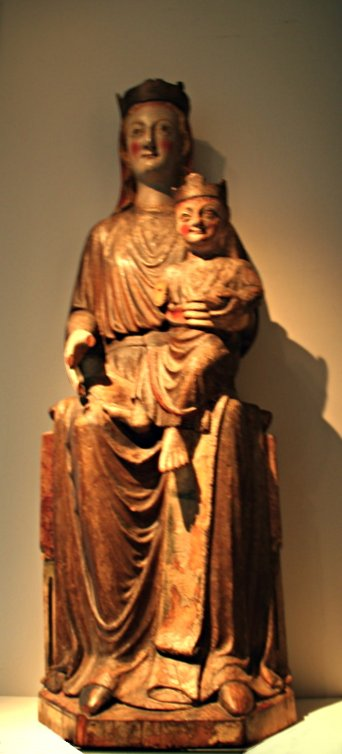
Madonna, ca. 1250.

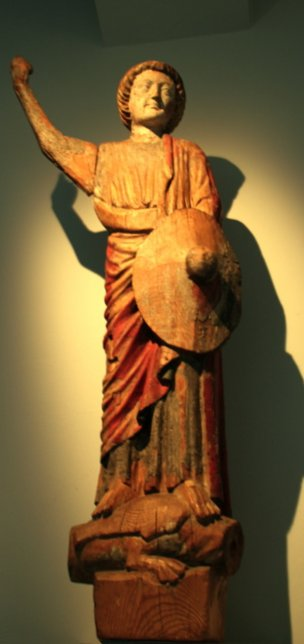
Arcàngel Miquel, ca. 1200.

Fou construïda inicialment com una església-saló d'una sola nau, amb la mateixa amplària per a la nau que pel cor. Les excavacions arqueològiques han descobert que els pals raconers reposen directament sobre un fonament de pedra; per contrapart, la majoria de les stavkirke tenen els seus pals sobre un marc de bigues soleres, les quals reposen sobre un fonament de pedra. L'anterior ha generat un debat sobre si l'església de Røldal és en realitat una església de pals (stolpekirke), un tipus de temples de fusta amb tècnica més antiga que les stavkirke.
Poc després de la seva construcció, es va canviar la conformació d'església-saló per una que l'assemblava a les altres stavkirke: una planta amb nau de major amplària que el cor, i un corredor que envolta a tots dos.
En el segle xvii es va afegir nou inventari amb característiques renaixentistes, els murs interiors van ser pintats i es van introduir finestres. L'any 1844 la nau va ser expandida cap a l'occident i els murs van ser revestits tant per dins com per fora.
Una nova remodelació va ocórrer entre els anys 1915 i 1918, que va incloure la retirada del revestiment dels murs i la restauració del mobiliari renaixentista de l'interior, encara que van romandre elements extravagants, com les finestres. També es va construir un nou corredor en substitució de l'anterior, a fi de protegir els murs de la nau i del cor.

## Parts medievals
La major part de la construcció medieval de la nau i el cor s'ha conservat fins a l'actualitat, el mateix que el sostre. Dels portals, només una part del portal meridional és original.
L'església posseeix un crucifix del segle xiii que es localitza a l'entrada del cor. La pila baptismal és d'esteatita i es considera que data del segle xiii o xiv.
Al Museu de Bergen es conserven algunes parts constructives o mobiliari que va formar part de l'església a l'Edat Mitjana. Entre elles es troba un frontal i escultures de fusta de la primera meitat del segle xiii, entre les quals es troben Sant Olaf, la Verge amb el Nen i l'Arcàngel Miquel. El frontal mostra una escena de la crucifixió així com a Jesucrist en les portes de l'infern.

## El crucifix
L'església de fusta de Røldal és des de temps remots un temple votiu, visitat per pelegrins que ofereixen vots a canvi de favors divins. Com a resultat d'això, el petit poble de Røldal es va veure àmpliament beneficiat a l'Edat Mitjana.
L'església és coneguda, sobretot, pel seu crucifix, que segons la tradició aboca llàgrimes cada solstici d'estiu. Els pelegrins poden assecar amb un drap una part d'aquest fluid, que es creu té poders curatius. Les peregrinacions s'acompanyaven amb una missa cada dia de Sant Joan, fins a 1835, quan la pràctica va ser prohibida pel bisbe luterà local. En l'actualitat es realitzen novament i de manera regular peregrinacions catòliques al temple, mentre que aquest serveix diàriament d'església parroquial luterana.